# Lalla (nome)
Lalla  è un nome proprio di persona italiano femminile.

## Origine e diffusione
È un nome di origine persiana, ed ha il significato di "tulipano". Il nome fu usato da Thomas Moore per il suo poema del 1817 Lalla Rookh. Lo stesso nome significa invece "signora" in lingua berbera.
Alternativamente, può essere considerato l'ipocoristico familiare di nomi quali Angela o Angelica, Coralla, Italia e Laura.

## Onomastico
Il nome è adespota, cioè non è portato da alcuna santa. L'onomastico quindi si festeggia il giorno di Ognissanti, che è il 1º novembre.

## Persone
- Lalla Castellano, cantante e flautista italiana
- Lalla Francia, cantante italiana
- Lalla Romano, poetessa, scrittrice e giornalista italiana

### Variante maschile Lallo
- Lallo Gori, compositore italiano
- Lallo Circosta, comico e imitatore italiano